# Ordine del Santo Principe Lazzaro
L'Ordine del Santo Principe Lazzaro è un ordine cavalleresco del regno di Serbia per i re e gli eredi al trono.

## Storia
L'Ordine venne fondato nel 1889 dalla reggenza del governo per Alessandro I di Serbia, per commemorare il V centenario della Battaglia di Kosovo con la quale il principe serbo Lazar Hrebeljanović (a cui è dedicato l'ordine) riuscì ad opporsi per la prima volta al dominio dell'Impero Ottomano. Questi è oggi stato canonizzato dalla chiesa ortodossa ed è lodato come eroe nazionale.
Anche quando il fondatore dell'Ordine cadde vittima di un assassinio ed il parlamento serbo elesse il suo antagonista Pietro Karageorgevich, egli mantenne tale onorificenza, che continuò poi quando il regno di Serbia si ampliò nel regno di Jugoslavia. Alla fine del regime monarchico nel 1945 è rimasto come onorificenza dinastica per l'ex re e il principe ereditario.

## Gradi
L'Ordine del Santo Principe Lazzaro disponeva di una sola classe, quella del Collare, che veniva concesso esclusivamente ai reggenti del trono serbo ed ai loro eredi al trono maschi e primogeniti, quando questi avessero ottenuto la maggiore età (18 anni). Gli statuti dell'Ordine non vennero mai pubblicati.
Attualmente sono insigniti dell'Ordine il principe Alessandro II di Jugoslavia e suo figlio, il principe ereditario 
Pietro.

## Insegne
Il collare dell'Ordine era composto di una croce tripuntata avente dei raggi tripartiti all'incavo delle sue braccia. Essa era smaltata di rosso, bordata di blu, decorata con brillanti e pomata d'oro. Il medaglione centrale alla croce, smaltato di blu, accoglieva l'immagine di Lazar Hrebelianovich. Il retro della medaglia è di forma identica al diritto ma la croce è smaltata di rosso senza billanti ed il medaglione centrale è smaltato di rosso e riporta il nome del principe Lazzaro scritto in gotico dorato. La catena del collare alterna decorazioni a trofeo con lo stemma della monarchia serba.
Durante la storia dell'Ordine, vennero creati 3 collari. Il collare originale venne creato per il re Alexander I Obrenovich e dopo il suo assassinio, esso venne indossato anche dal re Pietro I Karageorgevich; un altro collare venne commissionato dal principe ereditario Giorgio, ma passò a suo fratello Alessandro (poi re Alessandro I di Jugoslavia), dopo la sua formale abdicazione nel 1909.
Il re Pietro II ne fece poi costruire un terzo dopo l'assassinio del padre.

## Collegamenti esterni

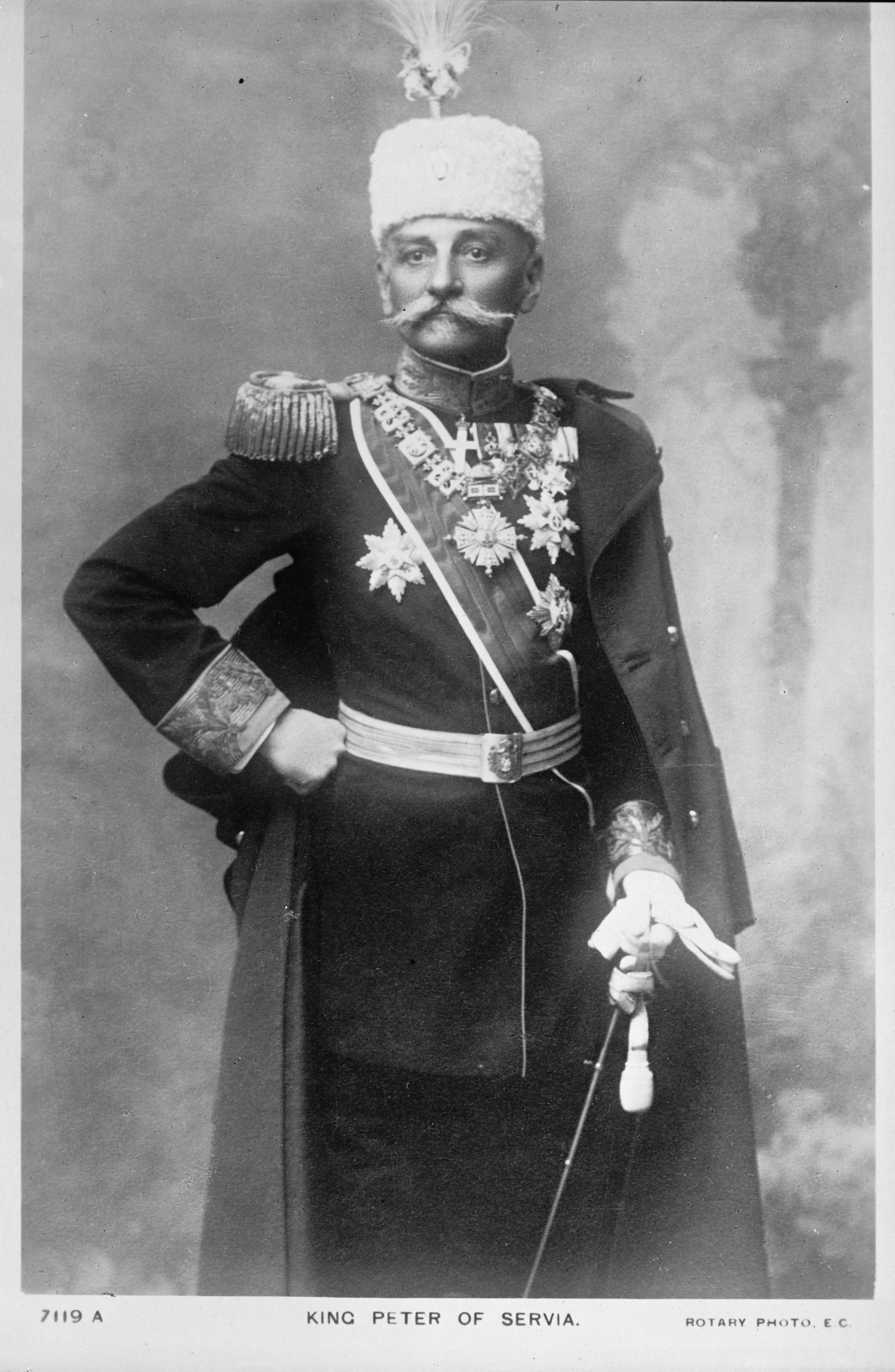
Pietro I di Serbia addosso il collare dell'Ordine